# Salix, Iowa
Salix là một thành phố thuộc quận Woodbury, tiểu bang Iowa, Hoa Kỳ. Năm 2010, dân số của thành phố này là 363 người.

## Dân số
Dân số qua các năm:
- Năm 2000: 370 người.
- Năm 2010: 363 người.